# Bureau du recensement des États-Unis
Le Bureau du recensement des États-Unis (en anglais : United States Census Bureau, USCB) est une administration publique américaine dépendant du département du Commerce des États-Unis. La Constitution des États-Unis (Article I, clause 3) édicte que, tous les dix ans, le gouvernement fédéral compte la population du pays et fait évoluer le nombre des représentants par État à la Chambre des représentants avec cette information. De plus, le bureau rassemble des statistiques sur le pays, les citoyens et l'économie.
Le bureau est connu dans la culture populaire pour sa gestion de la Population Clock, compteur qui donne l'instantané estimé des populations américaine et mondiale. Le Code des États-Unis codifie l'autorité légale du Bureau du recensement ; son directeur est nommé par le président des États-Unis après approbation du Sénat.

## Recensement aux États-Unis
Le premier recensement ayant eu lieu aux États-Unis est le recensement de 1790. Sont alors comptabilisés 3 929 000 habitants. Le dernier dépouillement de recensement selon des méthodes manuelles a lieu lors des opérations de 1880. Herman Hollerith y participe, puis travaille au Bureau américain des brevets et des marques de commerce, où il met au point la carte perforée qui porte son nom. Cette méthode servit à l'automatisation des opérations du recensement de 1890, qui fut la première application d'envergure des techniques mécanographiques dans l'Histoire.
Le recensement est obligatoire aux États-Unis, mais les réponses sont libres. Jusqu'en 1976, se soustraire à la procédure de recensement pouvait entraîner une incarcération. Depuis, les contrevenants s'exposent à une amende de 5 000 dollars (contre 38 euros en France).
La question de la race a été posée dès le départ de l'histoire du pays parce que l'esclavage obligeait à un tel décompte. La question reste toujours posée, mais s'est diversifiée au fil des recensements. Asiatiques déclinés entre pays d'origine puis Hispaniques selon l'origine exacte ont enrichi le corpus de données statistiques. Jusqu'en 1915, les immigrants venus du Proche-Orient devaient s'enregistrer comme « Asiatiques », ce qui leur interdisait l'accès à la nationalité américaine ; ils sont depuis lors intégrés dans le groupe « Blanc ». Depuis l'an 2000, il est possible de choisir plusieurs origines ethniques, seuls les métis noir-blanc furent recensés au XIXe siècle. Ces questions sont facultatives : chacun est libre de cocher ou non les cases concernant l'appartenance ethnique ou linguistique (par exemple pour le groupe hispanique). Mais civisme aidant, le taux de non-réponse est minime. De toute façon, l'origine de l'individu n'est indiquée sur aucun document d'identité (permis de conduire, carte de sécurité sociale ou passeport). La carte d'identité n'existe pas aux États-Unis. Les réponses servent cependant aux nombreux programmes sociaux d'aide à des groupes ciblés. Depuis 1990, le Bureau du recensement permet aux homosexuels de se déclarer concubins au moment de l'enquête démographique.
Le Bureau de recensement a parfois enfreint la règle de confidentialité. Pendant la Seconde Guerre mondiale notamment, il transmet à d'autres administrations des informations ayant conduit à l'internement des résidents d'origine japonaise. Après les attentats du 11 septembre 2001, il communique aux services de renseignement les quartiers comprenant une proportion importante de personnes d'origine irakienne ou égyptienne.
Le recensement permet d'observer les évolutions sociales et culturelles du pays et d'adapter les politiques en matière d'emploi, de santé ou de retraite.

### Régions recensées

Régions et divisions régionales de recensement

Le siège du Bureau est situé au 4600 Silver Hill Road, Suitland-Silver Hill, dans le Maryland, dans la banlieue de Washington.
Il existe quatre régions de recensement, regroupant neuf divisions, lesquelles englobent chacune plusieurs États :
- le Nord-Est
  - Division 1 : Nouvelle-Angleterre (Maine, Massachusetts, New Hampshire, Vermont, Rhode Island et Connecticut)
  - Division 2 : Mid-Atlantic (New York, du New Jersey et de Pennsylvanie)
- le Midwest
  - Division 3 : États de l'East North Central (Illinois, Indiana, Michigan, Ohio et Wisconsin)
  - Division 4 : États du West North Central (Iowa, Kansas, Minnesota, Missouri, Nebraska, Dakota du Nord et Dakota du Sud)
- le Sud
  - Division 5 : États de l'Atlantique Sud (Delaware, Floride, Géorgie, Maryland, Caroline du Nord, Caroline du Sud, Virginie, Washington et Virginie-Occidentale)
  - Division 6 : États de l'East South Central (Alabama, Kentucky, Mississippi et Tennessee)
  - Division 7 : États du West South Central (Arkansas, Louisiane, Oklahoma et Texas)
- l'Ouest
  - Division 8 : États des montagnes (Arizona, Colorado, Idaho, Montana, Nevada, Nouveau-Mexique, Utah et Wyoming)
  - Division 9 : États du Pacifique (Alaska, Californie, Hawaï, Oregon et Washington)

Des bureaux régionaux se trouvent dans douze villes : Boston, New York, Chicago, Philadelphie, Détroit, Kansas City, Seattle, Charlotte, Atlanta, Dallas, Denver et Los Angeles. Des bureaux supplémentaires sont utilisés pour faciliter les opérations lors des recensements décennaux.
Au 1er janvier 2013, les bureaux régionaux passent de 12 à 6, du fait des coûts fixes croissants. Les six antennes régionales restantes sont celles de New York, Philadelphie, Chicago, Atlanta, Denver et Los Angeles.